# Agave × ajoensis
Agave × ajoensis là một loài thực vật có hoa lai ghép trong họ Asparagaceae. Loài này được W.C.Hodgs. mô tả khoa học đầu tiên năm 2001.